# Гогиава, Ксения Александровна
Ксения Александровна Гогиава (урожд. Хенкова, груз. ქსენია გოგიავა ; 1915 или 1916 — 1973) — советская и грузинская шахматистка, четырёхкратная чемпионка Грузинской ССР (1940, 1947, 1950, 1952 гг.), участница финала чемпионата СССР по шахматам среди женщин (1953 г.; 5 из 17, 16 место). Экономист.

## Биография
С начала 1940-х до середины 1950-х годов входила в число ведущих шахматисток Грузии. Четыре раза побеждала в чемпионатах Грузинской ССР по шахматам. В 1948 году победила на чемпионате города Тбилиси по шахматам среди женщин. Три раза представляла команду Грузинской ССР в первенствах СССР между командами союзных республик по шахматам (1948, 1953—1955). В чемпионатах СССР по шахматам среди женщин неоднократно участвовала в полуфиналах, но в финал попала только в 1953 году.
В последующие годы была известна как шахматный арбитр. В 1959 году стала судьёй всесоюзной категории и была главным судьёй чемпионата СССР по шахматам среди женщин в Липецке. В 1961 году получила звание международного арбитра.